# Xavéri Szent Ferenc-templom (Tepotzotlán)
A Xavéri Szent Ferenc-templom a mexikói Tepotzotlán város jelentős 17. századi műemléke. A Camino Real de Tierra Adentro nevű világörökségi helyszín része. Itt működik Az Alkirályság Nemzeti Múzeuma is.

## Története
A jezsuiták, akik később a templomot építették, 1580-ban érkeztek meg Tepotzotlánba. Az építkezés 1670-ben kezdődött a Medina Picazo család adományainak köszönhetően. Kezdetben Diego de la Sierra építészt szerződtették a munkákra, de a mai épület valójában José Durán műve. Az építkezés 1682-re készült el. A jelenlegi díszítések a 18. századból származnak, ezek elkészítését Pedro Reales, a hozzá tartozó iskola rektora kezdeményezte. A jezsuiták 1767-es kiűzése után az épületegyüttes hanyatlásnak indult. 1774-ben a világi klérus kapta meg, majd a 19. századi reformtörvények az állam tulajdonába juttatták. 1870-ben kapták vissza a jezsuiták, majd 1964-től az INAH, azaz a Nemzeti Történelmi és Embertani Intézet igazgatja.
Az épület, ahol ma Az Alkirályság Nemzeti Múzeuma működik, 2010-ben a világörökség részévé vált. 

## Leírás
A templom a Mexikóváros északi szomszédságában található Tepotzotlán városában található. Rendkívül mozgalmas, szürke chiluca kőből faragott elemekkel sűrűn díszített, csurrigereszk stílusú főhomlokzata nyugatra, a Plaza de la Cruz nevű tér felé néz. A homlokzatot díszítő szobrok (összesen 116 darab van) három fő téma köré csoportosulnak, sok közülük könyvet vagy tollat tart a kezében. A templom tornyának becsült magassága 42 méter. A déli oldalon található az építés első időszakából származó oldalsó bejárati kapu. Egy külső falfülkében Loyolai Szent Ignác ábrázolása is megtalálható.
Belül több hatalmas retabló és fából készült kép látható, amelyeket Miguel Cabrera és Higinio de Chávez készített a 18. század közepén. Ezen retablók is csurrigereszk stílusúak, jellemzők rájuk a szerkezetet tartó pilaszterek, a medvekörömlevelet, virágokat és gránátalmákat utánzó díszítések, a sok görbe vonal, valamint számos angyal- és kerubinábrázolás.

## Képek

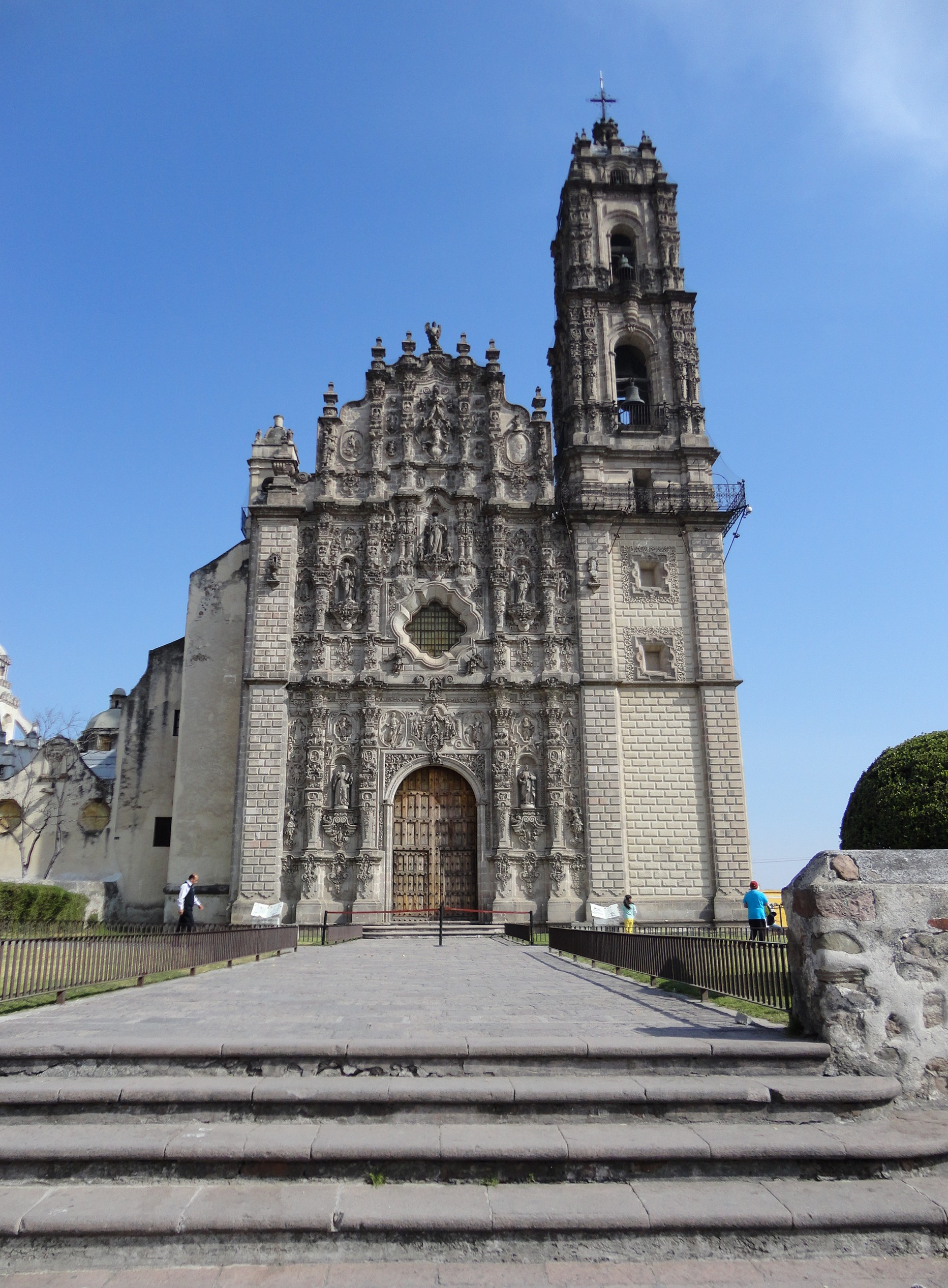
A templom látképe
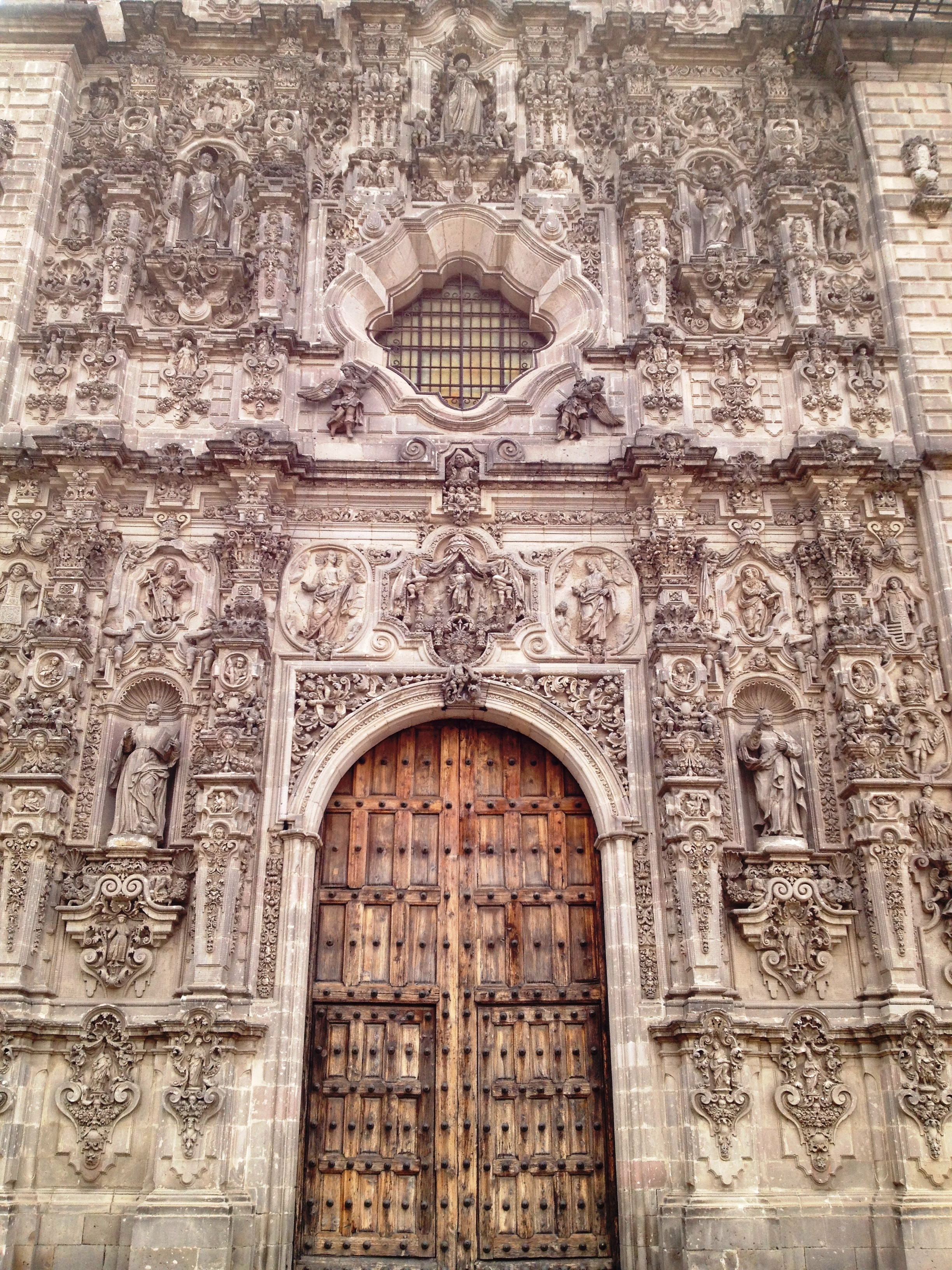
Homlokzati részlet
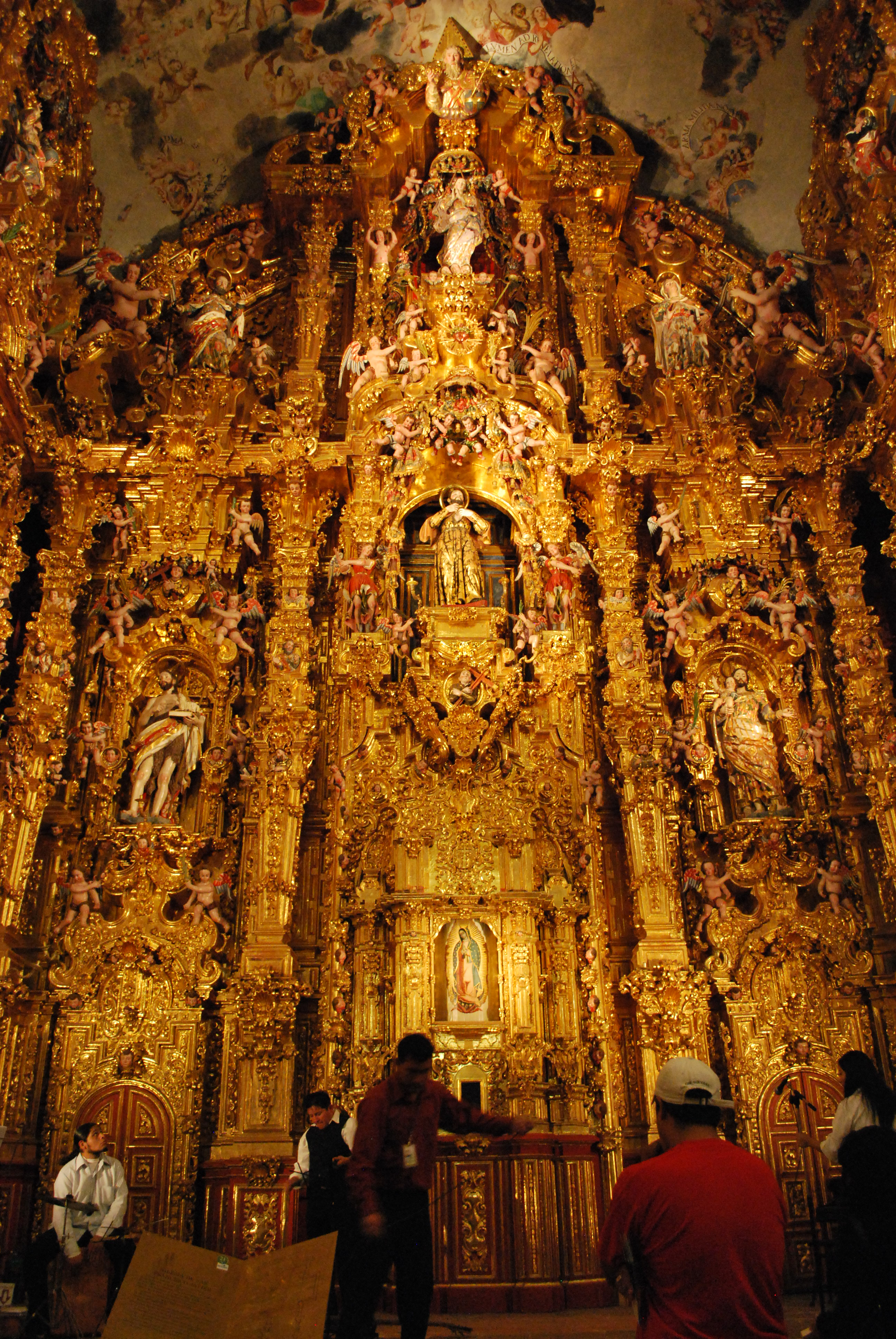
A Guadalupei Szűzanya-oltár
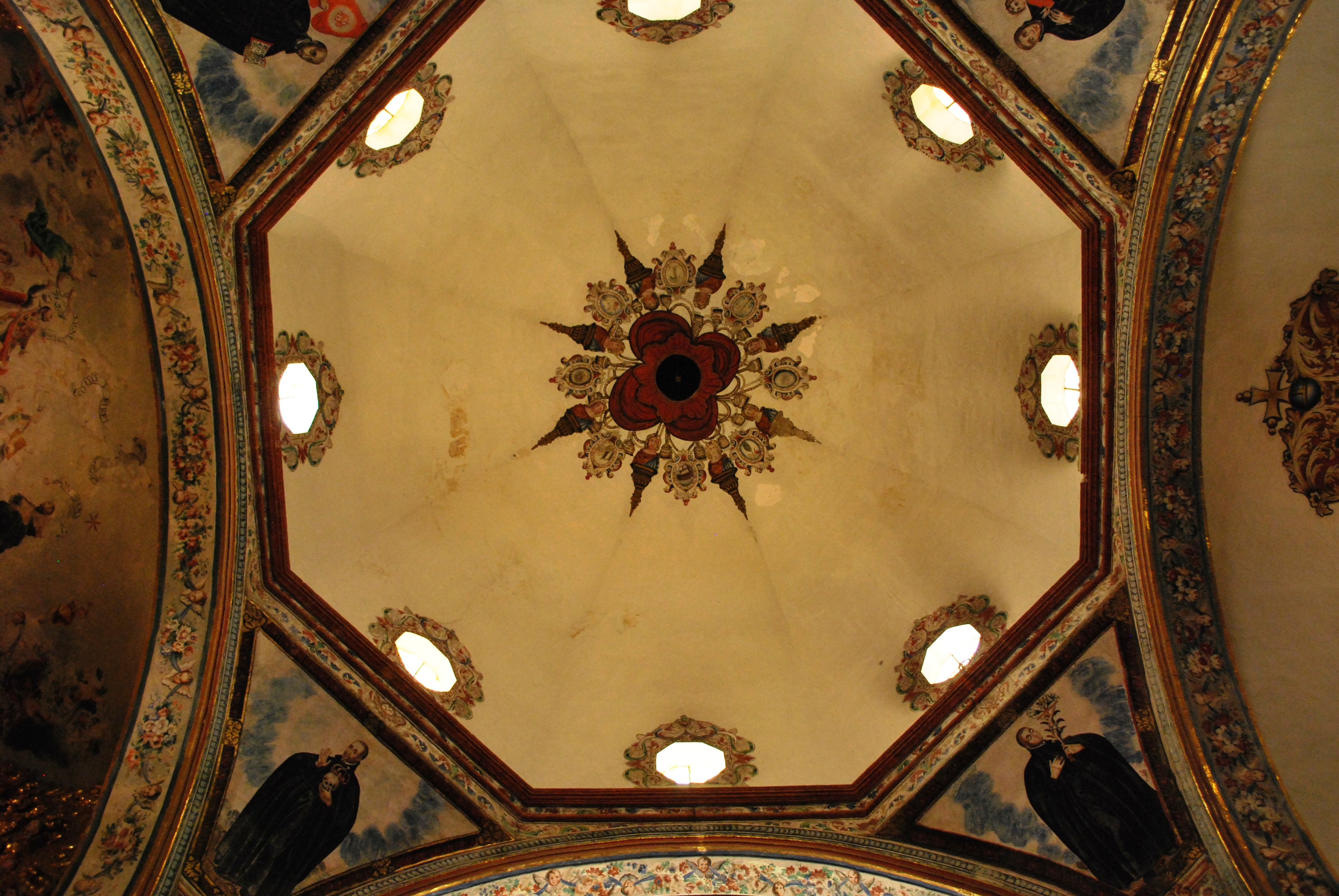
A kupola belülről